# Refuge d'Ambin
Le refuge d'Ambin est un refuge de montagne situé en France sur la commune de Bramans en Haute-Maurienne dans le massif du Mont-Cenis.

## Caractéristiques et informations
Le refuge est gardé pendant les mois de juillet et août. Durant le printemps, il est également possible d'avoir la présence d'un gardiennage lorsqu'il y a eu réservation.

## Accès
Pour se rendre à ce refuge, il faut partir de la commune de Bramans, depuis la route du vallon. Il faut prendre la direction du hameau du Planay. La route débouche sur un parking qui se situe à environ 1,5 kilomètre d'un pont présent sur le tracé de cette route. Le parking se trouve au lieu-dit Maroqua à une altitude de 1 985 mètres.

## Ascensions

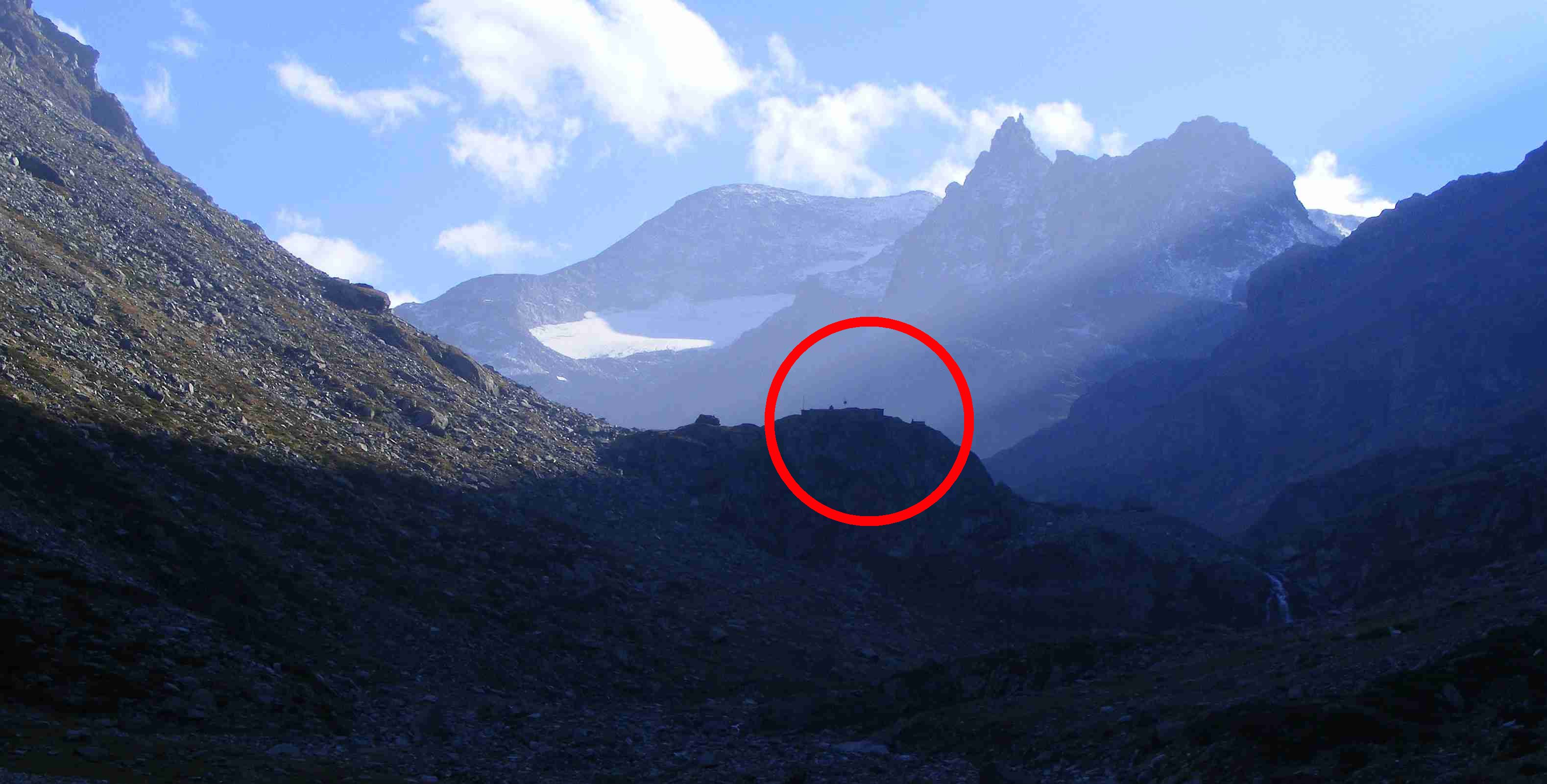
Emplacement du refuge ; à l'arrière-plan, la pointe d'Ambin (3266 m, au centre) et le Grand Cordonnier (3086 m, à droite)

- Pointe Sommeiller (3 333 m)
- Pointe d'Ambin (3 266 m)
- Pointe Ferrand (3 365 m)
- Mont d'Ambin (3 378 m)
- Grand Cordonnier (3 086 m)

## Traversées
- Refuge de Bramanette (2 080 m) par le col de la Coche (2 947 m)
- Refuge du Petit Mont-Cenis (2 110 m) par la col du Petit Mont-Cenis
- Rifugio Levi Molinari (1 850 m) par le col d'Ambin
- Rifugio Scarfiotti (2 165 m) par le col et la pointe d'Ambin (3 266 m)
- Rifugio Luigi Vaccarone (2 747 m) par le col de l'Agnel (3 091 m)

## Particularités
Il peut arriver de voir près du refuge un campement de militaires restant une nuit ou deux durant leurs entraînements.